# Menneus affinis
Menneus affinis là một loài nhện trong họ Deinopidae.
Loài này thuộc chi Menneus. Menneus affinis được miêu tả năm 1910 bởi Tullgren.